# Titularbistum Aquae Flaviae
Aquae Flaviae (ital.: Acque Flavie) ist ein Titularbistum der römisch-katholischen Kirche.
Es geht zurück auf einen früheren Bischofssitz in der gleichnamigen antiken Stadt, heute Chaves in Portugal. Der Bischofssitz gehörte der Kirchenprovinz Braga an. Ein bekannter Bischof im 5. Jahrhundert war Hydatius.
| Titularbischöfe von Aquae Flaviae |                                         |                                                                  |                  |                   |
| Nr.                               | Name                                    | Amt                                                              | von              | bis               |
| 1                                 | Lino Aguirre Garcia                     | emeritierter Bischof von Culiacán (Mexiko)                       | 20. August 1969  | 31. Dezember 1970 |
| 2                                 | Rubén Buitrago Trujillo OAR             | Weihbischof in Bogotá (Kolumbien)                                | 25. Februar 1971 | 8. Juli 1974      |
| 3                                 | Stephen Naidoo CSsR                     | Weihbischof in Kapstadt (Südafrika)                              | 2. August 1974   | 20. Oktober 1984  |
| 4                                 | Edouard Mununu Kasiala OCSO             | Weihbischof in Kikwit (Zaïre)                                    | 8. November 1984 | 10. März 1986     |
| 5                                 | Luis Augusto Castro Quiroga IMC         | Apostolischer Vikar von San Vicente-Puerto Leguízamo (Kolumbien) | 17. Oktober 1986 | 2. Februar 1998   |
| 6                                 | Vicente Costa                           | Weihbischof in Londrina (Brasilien)                              | 1. Juli 1998     | 9. Oktober 2002   |
| 7                                 | Manuel da Rocha Felício                 | Weihbischof in Lissabon (Portugal)                               | 21. Oktober 2002 | 21. Dezember 2004 |
| 8                                 | Anacleto Cordeiro Gonçalves de Oliveira | Weihbischof in Lissabon (Portugal)                               | 4. Februar 2005  | 11. Juni 2010     |
| 9                                 | Pio Gonçalo Alves de Sousa              | Weihbischof in Porto (Portugal)                                  | 18. Februar 2011 |                   |